# Joana Hadjithomas i Khalil Joreige
Joana Hadjithomas (àrab: جوانا حاجي توما, Juwānā Ḥājī Tūmā; grec: Ιωάννα Χατζηθωμά) (Beirut, 10 d'agost de 1969) i Khalil Joreige (àrab: خليل جريج, Ḫalīl Juryaj) (Beirut, 26 de setembre de 1969) són una parella de cineastes i artistes libanesos. El seu treball inclou llargmetratges i documentals, instal·lacions de vídeo i fotogràfiques, escultura, conferències performance i textos.

## Vida personal

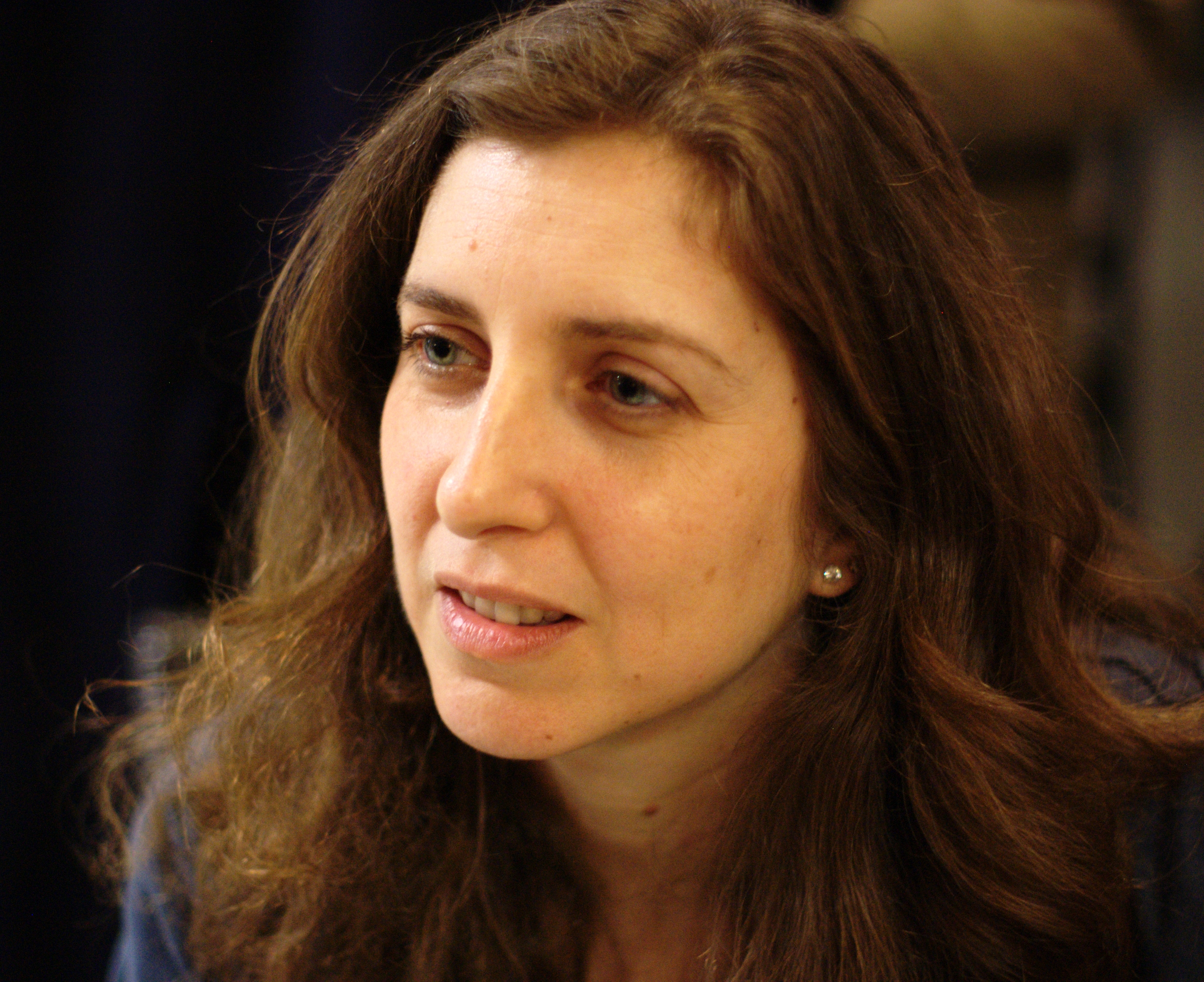
Hadjithomas el 2009

Joana Hadjithomas i Khalil Joreige van néixer a Beirut l'any 1969 en famílies refugiades, la de Joana, de grecs, sirians i libanesos, la de Khalil, de palestins i libanesos. Van passar la seva infantesa a Beirut durant la Guerra Civil Libanesa. Tots dos van estudiar literatura a la Universitat de París-Nanterre i cinema a Nova York. Són matrimoni.
Han col·laborat des de principis de la dècada de 1990 en vídeos, pel·lícules, fotografies i instal·lacions. Són coneguts per les seves investigacions basades en documents personals o polítics i el seu particular interès pels rastres de l'invisible i l'absent, un projecte espacial oblidat dels anys 60, les estranyes conseqüències de les estafes a Internet o els subterranis geològics i arqueològics de les ciutats. Ocasionalment utilitzen esdeveniments explícits de la vida com a temes per a la seva obra, com ara el segrest i la desaparició de l'oncle de Joreige, Alfred Junior Kettaneh, o els orígens paterns d'Hadjithomas al documental ISMYRNA, amb el poeta i pintor Etel Adnan.

## Treball
Hadjithomas i Joreige entreteixeixen vincles formals, conceptuals i temàtics a través de fotografies, instal·lacions de vídeo i pel·lícules. El seu treball al cinema sovint influeix i condueix a projectes en les arts plàstiques, i viceversa. Se sap que treballen durant alguns anys en un sol projecte, i sovint revisen obres anteriors en retrospecció.
La importància de la investigació en el seu treball és tal que prefereixen descriure's no com a artistes sinó chercheurs, literalment ‘els que busquen alguna cosa’, sinó també «investigadors». Inspirats en els arxius personals i els documents trobats, treballen i investiguen en col·laboració amb altres escriptors, filòsofs, historiadors, arqueòlegs i il·lustradors, i han parlat de la importància d'aquest aspecte, més enllà de la influència i la influència d'aquest aspecte: «Creiem més en la trobada que en la influència i, més enllà d'això, cultivem l'admiració: tantes fotos, seqüències de pel·lícules, converses, trobades i intercanvis ens han alimentat i ens han permès, en algun moment, admirar algú o alguna cosa».
Hadjithomas i Joreige també són professors universitaris al Líban i Europa i autors de nombroses publicacions i actuacions. Joana Hadjithomas és una antiga membre del Comitè de Currículum de l'Acadèmia Ashkal Alwan, Espai de treball a casa. Ambdós artistes són cofundadors d'Abbout Productions, amb Georges Schoucair i membres executius de la junta de Metropolis Art Cinema i de la Cinemathèque de Beirut.

## Cinema
A més d'artistes, Hadjithomas i Joreige són directors de cinema. La seva filmografia inclou documentals com Khiam 2000 – 2007 (2008), The Lebanese Rocket Society : The Strange Tale of the Lebanese Space Race (2013), que va rebre múltiples premis com el millor documental al Festival Tribeca de Doha, Qatar, i ISMYRNA (2016) així com llargmetratges com Around the Pink House, (1999), A Perfect Day, (2005), estrenada al Festival Internacional de Cinema de Locarno i va rebre, entre molts altres premis, el Premi de Premsa Fipresci, Je Veux Voir (I Want to See) (2008), protagonitzada per Catherine Deneuve i Rabih Mroué, que es va estrenar a la selecció oficial del Festival Internacional de Cinema de Canes l'any 2008, i va ser guardonada com a millor pel·lícula singular pel Gremi de Crítics de França i el seu últim llargmetratge Memory Box, estrenada el 2021, que es basa en els quaderns i cintes d'Hadjithomas fets a Beirut quan era adolescent durant la guerra civil libanesa dels anys vuitanta. i seleccionat a la Berlinale i llançat a més de 40 països.
A les seves pel·lícules de ficció, se sap que prenen prestats tropes de la realització de documentals, i viceversa, desdibuixant les línies entre el real i l'il·lusori.
S'han presentat diverses retrospectives de les seves pel·lícules a institucions reconegudes com Tate Modern (Londres), Cinematek (Brussel·les), Flaherty Seminar (Nova York), Institut Français i Mori Art Museum (Tòquio), Festival Internacional de Cinema de Gijón (Espanya), Harvard Film Archive (Cambridge), Festival Internacional de Cinema de Locarno (Suïssa) i MoMA (Nova York)

## Art

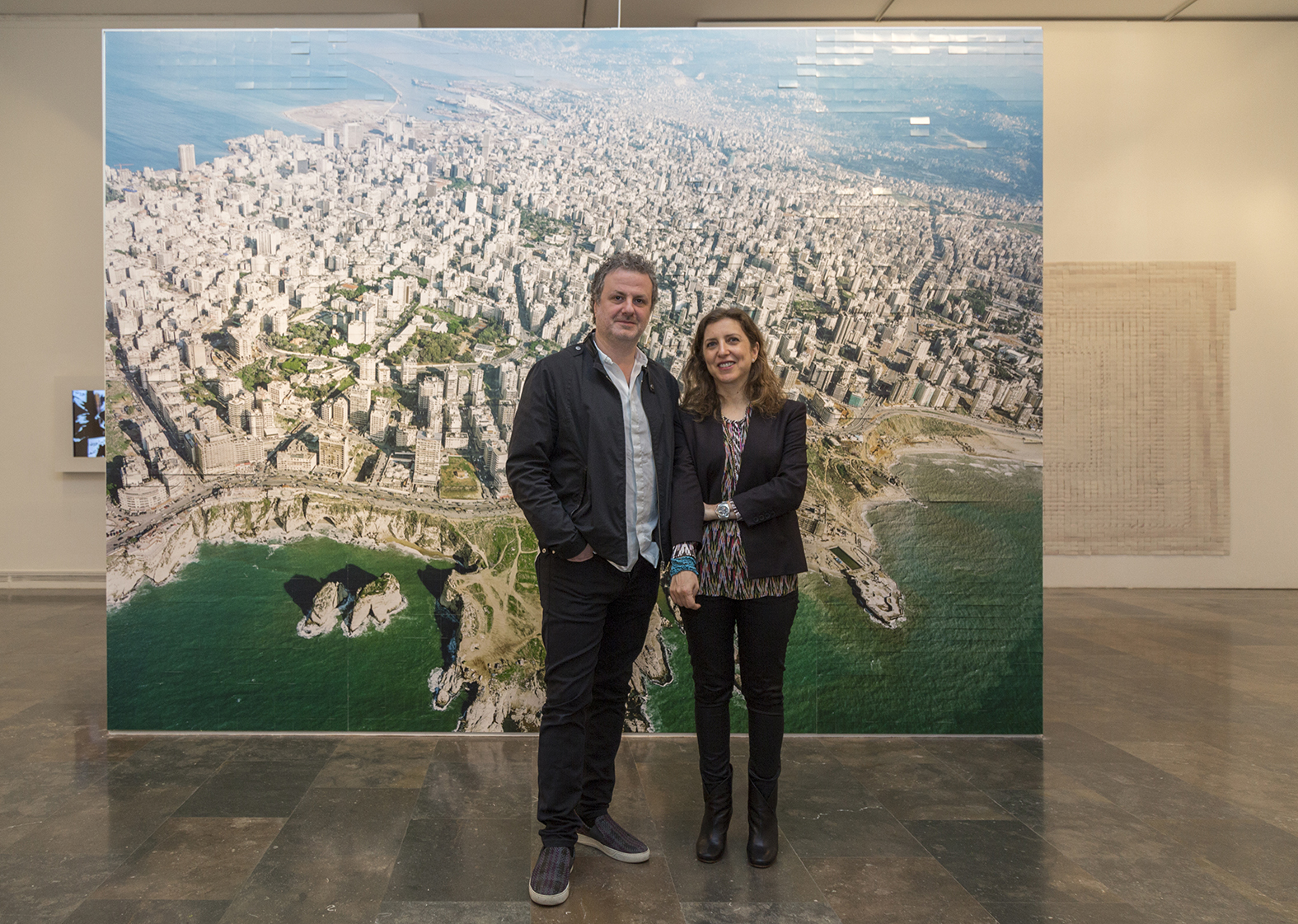
Joana Hadjithomas i Khalil Joreige a l’IVAM, València, 2017.

El 2017, Hadjithomas i Joreige van guanyar el Premi Marcel Duchamp per la seva presentació Unconformities, presentada al Centre Pompidou de París. La instal·lació constava de mostres centrals que s'havien recollit durant els darrers tres anys, sota les ciutats omnipresents en la història i el pensament dels artistes: Atenes, París i Beirut. Hadjithomas i Joreige han descrit aquest projecte com un interrogatori sobre la possible era de l'Antropocè.
Des de 1999, els artistes han recopilat més de quatre mil correus electrònics no desitjats, estafes digitals destinades a enganyar els seus lectors perquè enviïn ajuda financera. Al llarg de moltes exposicions i instal·lacions, Hadjithomas i Joreige van crear un itinerari al voltant d'aquestes estafes modernes i van remuntar la seva història a la tradició literària coneguda com La carta de Jerusalem.Com a part d’aquest projecte SCAMS (2014), Hadjithomas i Joreige van crear la instal·lació de so i vídeo The Rumor of the World, on van demanar a 38 actors aficionats que llegissin i encarnessin aquestes càmeres. El 2015 es va publicar una monografia sota aquest títol, editada per Omar Kholeif. El projecte s'ha teoritzat com una mena de crim real en la seva combinació narrativa de documentació i recreació.
El 2016 van presentar obres com I stared at Beauty So Much, una sèrie de treballs de vídeo i fotogràfics que qüestionaven: com es pot enfrontar la poesia al caos del món actual? La sèrie se centra en el lloc on la ficció i els modes reals s'entrecreuen i es desdibuixen; i l'any 2017 van començar a desenvolupar el projecte artístic Unconformities que dóna a conèixer els subterranis geològics i arqueològics de les ciutats. Under The Cold River Bed (2020) és la seva darrera instal·lació, dins de Unconformities, i explica la història del camp de refugiats de Nahr el Bared, al nord de Beirut, que va ser destruït l'any 2007 i va deixar sense llar més de 30.000 persones. Durant les obres de reconstrucció, es van fer importants descobriments arqueològics, que van baixar fins al Neolític i fins a la gran ciutat romana d'Ortòsia. Malgrat les importants troballes, les autoritats es quedaven sense temps i calia construir habitatges per a refugiats. Es va prendre la decisió, amb molta polèmica, de reomplir tot el campament i segellar-lo com a sarcòfag, protegint els descobriments arqueològics amb un geotèxtil gegantí i cobrint-lo amb una regla de formigó. "L'escultura presentada pels artistes mostra la fina membrana entre el passat i el futur, una empremta del sarcòfag del campament, mentre que els documents expliquen la seva història arqueològica, humana i militar, la seva destrucció i la seva reconstrucció".
El 2016 i el 2017, Hadjithomas i Joreige van presentar una gran selecció del seu treball des de finals de la dècada de 1990 fins a l'actualitat a Two Suns in a Sunset, una exposició de museu itinerant que es va mostrar al Jeu de paume de París, Sharjah Art Foundation a Sharjah, Haus der Kunst a Munic i IVAM a València.
Les seves obres d'art formen part de les principals col·leccions privades i públiques, com ara Museu Britànic (Londres), Centre Georges Pompidou (París), Fond national d'art contemporain (França), MCA Chicago, Museu d'Art Modern de París, Sharjah Art Foundation (Emirats Àrabs Units), Solomon R Guggenheim Museum (Nova York), i Victoria & Albert Museum (Londres) i presenten regularment les seves obres en exposicions individuals i col·lectives en museus i centres d'art d'arreu del món. Van participar en molts biennals a Taipei, Venècia, Istanbul, Lió, Sharjah, Kochi, Gwangju, i la Triennal de París.
Estan representats per in Situ – fabienne leclerc a París (França), i The Third Line a Dubai (UAE).

## Premis i guardons
2017
- Premi Marcel Duchamp: guanyadors[31][32][33]

2012
- Premi al millor documental per The Lebanese Rocket Society: The Strange Tale of the Lebanese Space Race, Doha Tribeca Festival, Qatar.[34]
- Abraaj Capital Art Prize, Dubai, Emirats Àrabs Units.[35]

2008
- Millor pel·lícula singular per Je veux voir, Syndicat Français de la Critique de Cinéma et des Films de Télévision, París, França.
- Premi de No-ficció i Documental per Je veux voir, Festival Internacional de Cinema de Gijón.[36]
- Premi Georges de Beauregard per Khiam, FID Marseille[37]

2005
- Premi Fipresci i Premi Don Quixot per A Perfect Day, Festival Internacional de Cinema de Locarno, Suïssa.[38]
- Bayard d'Or al millor actor i menció especial del jurat per A Perfect Day, Namur Francophone International Film Festival, Bèlgic.[39][40]
- Montgolfière d'Argent, Millor Actor i Premi SACEM de So i Música Original per A Perfect Day, Festival des 3 Continents, Nantes, França.[41]
- Millor pel·lícula (amb assistència a la distribució) per A Perfect Day, Belfort Entrevues International Film Festival[42]

2000
- Premi a la millor pel·lícula for Around the Pink House, Festival Internacional de Cinema de Beirut, Líban.[43]

## Filmografia
- 2021: Memory Box, Ficció, 95min
- 2016: ISMYRNA, in conversation with Etel Adnan, Documental, 53 min[44]
- 2013: The Lebanese Rocket Society: The Strange Tale of the Lebanese Space Race, Documental, 93 min[45][46][47][48]
- 2008: Khiam 2000–2007, Documental, 103 min[49]
- 2008: Je veux voir (I want to see), ficció, 75 min[50][51][52][53]
- 2006: Open the Door, Please, Ficció, 11 min[54][55]
- 2005: A Perfect Day (Yawmon Akhar), Fiction, 88 min
- 2003: Ashes (Ramad), ficció, 26 min
- 2003: The Lost Film (Al Film Al Mafkoud), Documental, 42 min
- 2001: Barmeh (Rounds), ficció, 8 min 2000: Khiam, Documental, 52 min
- 1999: Around the Pink House (Al Bayt Al Zaher), ficció, 92 min[56]

## Publicacions
- Joana Hadjithomas & Khalil Joreige, Two suns in a Sunset, co-edition Jeu de Paume / Sharjah Art Foundation / Haus der Kunst / Institut Valencià d'Art Modern / Koenig Books, 2016.[57]
- Joana Hadjithomas & Khalil Joreige. The Rumors of the World. Rethinking Trust in the Age of the Internet, editat per Omar Kholeif, Berlin: Sternberg, 2015.
- 'Khalil Joreige & Joana Hadjithomas. Le centre d'art du 3bisf, Aix-en-Provence, et le Frac Provence-Alpes-Côte d'Azur', Semaine, special issue 'Ulysses', no. 18, 2014.
- Joana Hadjithomas & Khalil Joreige, edited by Clément Dirié., Zurich: JRP | Ringier, Montreal: Leonard and Bina Ellen Art Gallery, 2013.
- Le Cinéma de Joana Hadjithomas & Khalil Joreige. Entretiens avec Quentin Mével, Paris: éditions Independencia, 2013.[58]
- El Blanco de los Orígenes. Cuaderno de Textos e Imágenes sobre el Cine de Joana Hadjithomas y Khalil Joreige, Gijón: Gijón International Film Festival, 2008.
- Joana Hadjithomas et Khalil Joreige. Je veux voir, Paris: Cahiers du cinéma, coll. 'Carnets de cinéastes', 2007.